# Iryna Kazulina
Iryna Iwanauna Kazulina (biał. Ірына Іванаўна Казуліна, ros. Ирина Ивановна Казулина, Irina Iwanowna Kazulina; ur. 1959, zm. 23 lutego 2008) – białoruska działaczka społeczna, żona byłego kandydata na prezydenta Białorusi Alaksandra Kazulina.

## Życiorys
Urodziła się w 1959 roku. Była działaczką społeczną, walczyła o uwolnienie osób, które zostały osadzone w więzieniach przez władze Alaksandra Łukaszenki, jej zdaniem, z przyczyn politycznych. Jedną z takich osób był jej mąż, były kandydat na prezydenta Białorusi Alaksandr. We wrześniu 2007 roku była jednym z organizatorów Międzynarodowej Konferencji nt. Problemów Raka Piersi.
W 1997 roku zdiagnozowano u niej raka piersi i poddano leczeniu. W 2005 roku wykryto u niej raka płuca. Po aresztowaniu Alaksandra Kazulina jej stan gwałtownie się pogorszył, jednak zgodnie z jej wolą informacja na ten temat nie została przekazana ani do publicznej wiadomości, ani mężowi. Iryna obawiała się, że władze mogłyby to wykorzystać do nacisków na Alaksandra w więzieniu. Zmarła 23 lutego 2008 roku o godzinie 20:30.
Irynie Kazulinie zostało poświęcone opowiadanie Maryi Wajciaszonak Zahad karalewy, abo Piać chwilin u parozie (pol. Rozkaz królowej, albo Pięć minut w prozie), opublikowane na łamach czasopisma „Nasza Niwa” 23 lutego 2007 roku.

## Życie prywatne
Iryna Kazulina była żoną białoruskiego polityka Alaksandra Kazulina. Miała dwie córki − starszą Wolhę i sześć lat młodszą Juliję.